# Поземельные переписи в России
Поземельная перепись — сплошное статистическое обследование землевладения и землепользования на определённый момент, являющиеся важным источником изучения динамики и структуры землевладения.
До 1917 в России было проведено три поземельные переписи — в 1877, 1887 и 1905 годах. В 1917 году была проведена сельскохозяйственная и поземельная перепись. Данные этих переписей широко введены в научный оборот и неоднократно становились предметом специальных исследований.
Поземельная перепись 1877 года осуществлялась путём рассылки и сбора через местную уездную полицию опросных бланков волостным правлениям и частными землевладельцами. Поуездные итоги переписи по 49 губерниям Европейской России были опубликованы в двух изданиях, каждое по 8 выпусков: «Статистика поземельной собственности…» и «Волости и важнейшие селения…». При публикации результаты переписи были сведены в шесть таблиц, в которых содержатся поуездные сведения об общем количестве земли с распределением по категориям (частная собственность, собственность крестьянских общин, казны и разных учреждений); о землях частной личной собственности с распределением по размерам землевладений; распределение частной личной собственности по сословиям владельцев; подробные сведения о надельных землях; число населенных мест по категориям; число жилых строений во всех селениях вместе и крестьянских отдельно.
В публикации «Волости и важнейшие селения» содержатся поуездные сведения о количестве сельских обществ и общин, дворов, населения и землевладения. Особенно ценными являются сведения по количеству общин и обществ, поскольку они дают возможность проанализировать соотношение этих союзов.
Следующая перепись была осуществлена в 1887 году. Наряду с общими данными по землевладению, были собраны материалы по использованию земель в сельском хозяйстве. Итоги переписи 1887 опубликованы в 46 выпусках «Статистики Российской империи» (Т. 22). Публикация содержит сведения о распределении земли между различными категориями собственников; распределении по угодьям (пашня, сенокос, лес, пастбища); об использовании пашни; распределении посевов по сельскохозяйственным культурам. Эти данные представляют большой интерес при изучении систем земледелия и агрокультуры. Однако по ряду причин первая и вторая перепись почти несравнимы между собой. В целом, перепись 1887 года прошла менее организованно и по значительно сокращённому плану, чем обследование 1877 года.
Перепись 1905 года проходила по программе, схожей с программой поземельной переписи 1877 года. Поэтому данные первой и третьей переписи в целом сравнимы между собой, что особенно важно при анализе динамики землевладения в пореформенный период. Перепись 1905 дает сведения об общем количестве и распределении землевладения по трем основным группам владельцев: владения частных собственников, надельные земли, земли государства, церкви и учреждений. Первая группа, в свою очередь, подразделяется на личную частную собственность и собственность обществ и товариществ, а также распределена по сословиям. Надельные земли подразделяются на земли бывших владельческих, государственных и удельных крестьян, а также на земли общинного и подворного типа владения. В третью группу входят земли казны, уделов, церкви, монастырей, городов и др. учреждений. По частному и надельному землевладению даются сведения о распределении земли по размерам участков.
Итоги третьей переписи опубликованы в отдельных выпусках по 50 губерниям Европейской России, а также в общем «Своде данных». В публикациях данные переписи 1905 сравниваются с соответствующими данными обследования 1877.
В 1917 в 57 губерниях и областях России Министерством земледелия была проведена Всероссийская земельная и сельскохозяйственная перепись. Среди прочих, перепись собрала сведения о землевладении и землепользовании. Наиболее полная публикация 1923 содержит поуездные сведения с распределением на «частновладельческие хозяйства» и «хозяйства крестьянского типа» об общей площади земель, с распределением на «удобные» и «неудобные», распределением по угодьям (пашня, сенокос, лес, выгон). Так же в публикации сведений включен показатель количества безземельных крестьянских хозяйств и хозяйств, имевших купчие земли.
Несмотря на некоторые недостатки, в целом, данные всех переписей достаточно точны, особенно в масштабах крупных территориальных единиц. Наиболее точны результаты переписи 1877, наименее — 1887.